# Juge d'instance
Le juge d’instance est en France un juge du tribunal de grande instance, chargé du service d’un ou de plusieurs tribunaux d’instance situés dans l’arrondissement judiciaire du tribunal de grande instance.
La fonction de juge d’instance a existé de 1958 à 2019, puis remplacés par celle de juge des contentieux de la protection.

## Historique
En 1958, les tribunaux d'instance sont créés pour remplacer les justices de paix.
La loi de programmation 2018-2022 et de réforme pour la justice prévoit la fusion des tribunaux d'instance avec les tribunaux de grande instance.
La fonction de juge d'instance n'existe plus depuis le 1er janvier 2020. Elle est remplacée par celle de juge des contentieux de la protection (JCP) dont les attributions ont changé. Le contentieux de civil d'une valeur inférieure à 10 000 euros ne lui est plus dévolue. Il reste chargé des contentieux de masse (baux d'habitation, crédits à la consommation, surendettement) ainsi que des tutelles.

## Désignation
Il est nommé dans ces fonctions par décret du Président de la République, après avis conforme du Conseil supérieur de la magistrature.
Il peut être suppléé, en cas d’absence ou d’empêchement, ou remplacé provisoirement par un autre juge du tribunal de grande instance désigné par ordonnance du président de cette juridiction.

## Fonction

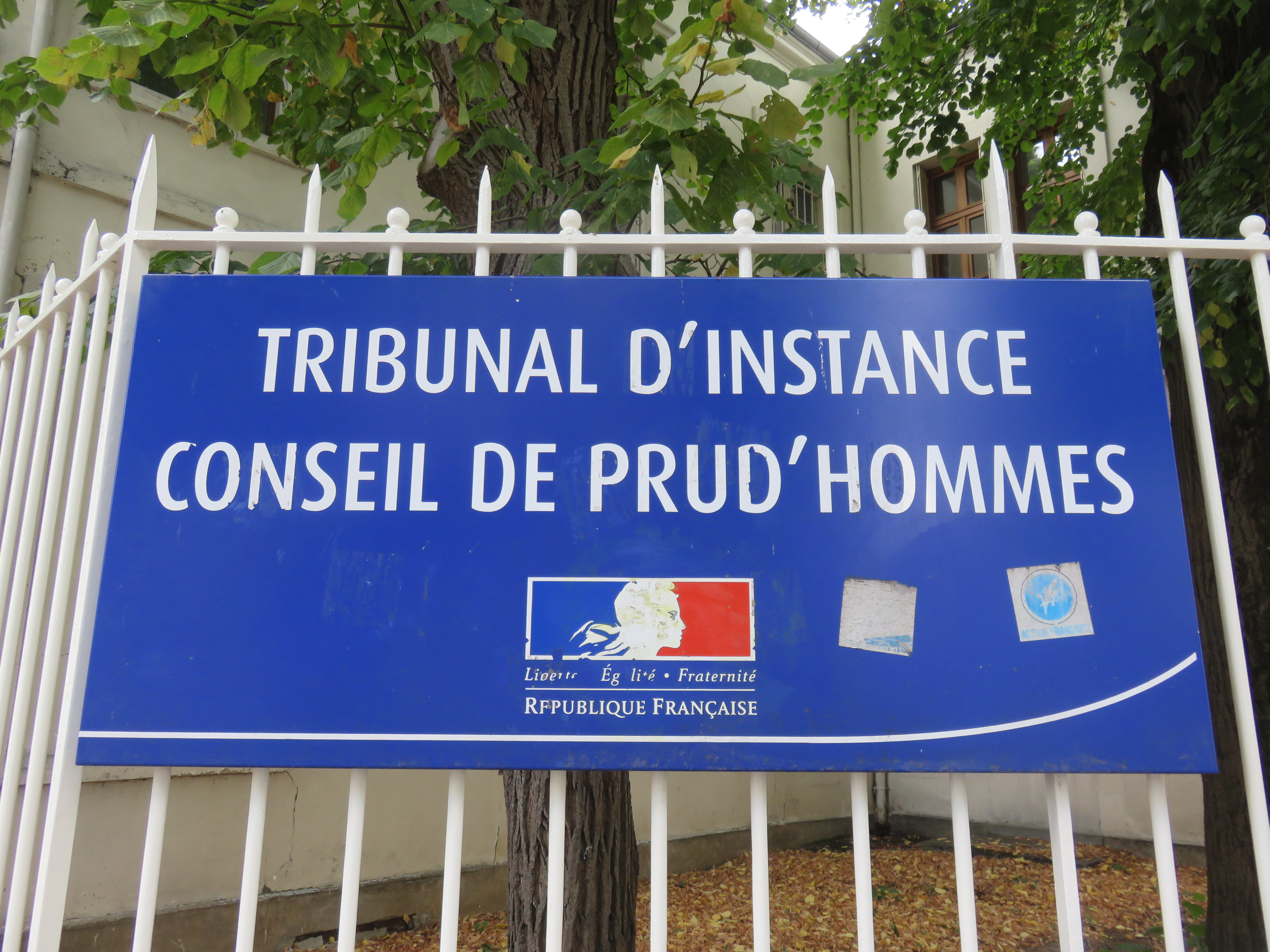
Tribunal d'instance de Vichy (2019).

Au titre de juge départiteur, en cas de partage des voix, il participe à certaines audiences du conseil de prud'hommes.
Le juge d'instance est chargé de juger les litiges civils d'une valeur inférieure à 10 000 euros. Lui est également dévolu la protection des personnes vulnérables (tutelles, curatelles, sauvegardes de justice). Il dispose par ailleurs d'une compétence d'attribution en matière de litiges entre voisins (bornages, etc.), de baux d'habitations (loyers impayés, etc.), surendettement, crédit à la consommation, saisie des rémunérations, contentieux des élections syndicales et politiques, tribunal paritaire des baux ruraux, etc. Lui est également souvent dévolue la présidence du tribunal de police, chargé de jugé les contraventions. Il peut aussi revêtir la fonction de juge de l'exécution. Il s'agit donc d'une fonction très variée.